# Golden SixTONES
『Golden SixTONES』（ゴールデンストーンズ）は、日本テレビ系列にて2025年4月6日から放送されているバラエティ番組で、SixTONESの冠番組。略称は『GOスト』。

## 概要
MCのSixTONESがゲストを迎えて"一緒に楽しむ"ことをテーマにしたスタジオバラエティ番組。
SixTONESにとって、グループでのレギュラー番組を持つのはNHK Eテレにて放送されていた『バリューの真実』終了以来1年ぶり。
日本テレビでは、2024年9月10日放送の『高校生クイズ2024』でのメインパーソナリティー起用を皮切りに、同年9月15日に『SixTONESの今日からプロデューサーズ』、同年9月22日に『Game of SixTONES』と、SixTONESをメインとした特別番組を立て続けに放送していた。このうちの『Game of SixTONES』が好評を博し、2025年1月1日に「元日SP」として第2弾が放送された。この『Game of SixTONES』を事実上リニューアルし、レギュラー化した番組が『Golden SixTONES』である。
番組の開始は、森本が不定期出演してきた『ザ!鉄腕!DASH!!』の2025年2月23日放送回にて発表された。同年3月で23年間の放送を終えた『行列のできる相談所』の後番組として、日曜21時台のレギュラー放送となる。
日曜21時でのレギュラー化について、日本テレビ・コンテンツ戦略局総合編成センター部長・江成真二は「こっから10年、20年、日本テレビの未来を背負ってくれる彼らに枠を託そうと思い、強いところにあえて置かせていただきました」と期待を寄せている。
レギュラー化以降、8月時点で放送時間を拡大したスペシャル回は一切行われておらず、すべて通常編成で放送されている。
なお、SixTONESは日本テレビでかつて放送されていたドラマ『私立バカレア高校』への出演をきっかけに結成されたという経緯がある。
地上波での放送終了後にHulu、TVer、日テレTADAでの見逃し配信も行われている。これに加えて、2025年5月11日放送分から日本テレビ制作のバラエティ番組としては初めてNetflixでの見逃し配信も開始された。

## 出演者

### MC
- SixTONES
  - ジェシー
  - 京本大我
  - 松村北斗
  - 髙地優吾
  - 森本慎太郎 - 一部のコーナーの進行を担当する。
  - 田中樹 - 全体的な進行を担当する。

### 進行
不定期で1人が出演。誰も出演しない場合はSixTONESのメンバー1人が進行を務める。
- 近藤春菜（ハリセンボン）
- 藤森慎吾（オリエンタルラジオ）
- 高橋茂雄（サバンナ）

### ナレーター
- 大塚明夫

## 放送リスト

### パイロット版

#### 2024年
| 放送日                     | ゲスト                       | コーナー                                                                    | 備考                       |
| Game of SixTONESとして放送 | Game of SixTONESとして放送   | Game of SixTONESとして放送                                                  | Game of SixTONESとして放送 |
| -------------------------- | ---------------------------- | --------------------------------------------------------------------------- | -------------------------- |
| 09月22日                   | 長嶋一茂 藤本美貴 間宮祥太朗 | サイズの晩餐 リップシンクギャグバトル そいや!そいや!ゲーム キメ顔にらめっこ | 22:30 - 23:25              |

#### 2025年
| 放送日                     | ゲスト                     | 進行                       | コーナー                                                                        | 備考                                                   |
| Game of SixTONESとして放送 | Game of SixTONESとして放送 | Game of SixTONESとして放送 | Game of SixTONESとして放送                                                      | Game of SixTONESとして放送                             |
| -------------------------- | -------------------------- | -------------------------- | ------------------------------------------------------------------------------- | ------------------------------------------------------ |
| 01月01日                   | 菅田将暉 川口春奈          |                            | サイズの晩餐 そいや!そいや!ゲーム 三ツ星の王子様                                | 23:30 - 0:30                                           |
| Golden SixTONESとして放送  |                            |                            |                                                                                 |                                                        |
| 03月15日                   | 光石研 あの 福本莉子       |                            | タレだけレストラン ツンデツンデゲーム 地元愛をぶちまけて! 福本莉子の大阪5ワード | レギュラー放送直前特番「最速予習SP!!」                 |
| 03月16日                   | 田中圭                     | 近藤春菜（ハリセンボン）   | 愛すべきヤバいやつ 田中圭テスト 動体球児                                        | レギュラー放送直前特番「最速予習SP!!」                 |
| 04月02日                   | -                          |                            | サイズの晩餐 タレだけレストラン 伝説の転校生                                    | 傑作選としての放送だが、新規収録の企画をあわせて放送。 |

### レギュラー版

#### 2025年
| 回 | 放送日   | ゲスト                                               | 進行                                                                | VTR出演者                                               | コーナー                                                       | 備考 |
| -- | -------- | ---------------------------------------------------- | ------------------------------------------------------------------- | ------------------------------------------------------- | -------------------------------------------------------------- | --- |
| 1  | 04月06日 | 明石家さんま                                         |                                                                     | 木村拓哉 木原実 そらジロー 永尾柚乃                     | サイズの晩餐 タレだけレストラン                                | レギュラー放送初回 |
| 2  | 04月13日 | 坂上忍                                               | 藤森慎吾（オリエンタルラジオ）                                      | 倉田瑛茉                                                | 愛すべきヤバいやつ 坂上忍テスト ツンデツンデゲーム             | |
| 3  | 04月20日 | 鈴木亮平 吉瀬美智子                                  | 高橋茂雄（サバンナ）                                                | 利根健太朗                                              | 動体球児 愛すべきヤバいやつ 鈴木亮平テスト                     | 吉瀬は動体球児のみの出演 |
| 4  | 04月27日 | 川栄李奈 安田顕 山田涼介                             | 藤森慎吾（オリエンタルラジオ）                                      | やす子                                                  | サイズの晩餐 サイレントテイスティング                          | |
| 5  | 05月04日 | 市川團十郎                                           |                                                                     | 市川新之助                                              | アルティメットほうきバランス タレだけレストラン                | |
| 6  | 05月11日 | 大泉洋                                               | 近藤春菜（ハリセンボン）                                            |                                                         | 動体球児 クイズ・道民からの挑戦状                              | |
| 7  | 05月18日 | 松坂桃李                                             |                                                                     | 上原浩治 高野康太                                       | サイズの晩餐 金銭感覚ギャング                                  | 高野の出演情報は番組表に記載なし |
| 8  | 05月25日 | 中村獅童 中村陽喜 中村夏幹柴田貴史 市原朋宏 SUSURU   |                                                                     | そらジロー 倉田瑛茉                                     | そらジローチャレンジ 最強自作ラーメンコロシアム                | 柴田、市原、SUSURUは最強自作ラーメンコロシアムの審査員として出演 |
| 9  | 06月01日 | 郷ひろみ 江村美咲                                    | 高橋茂雄（サバンナ）                                                | 原菜乃華 四十住さくら ギャル曽根                        | サイズの晩餐 動体球児                                          | 江村は動体球児のみの出演 原の出演情報は番組表に記載なし |
| 10 | 06月08日 | 長澤まさみ                                           |                                                                     | 三谷幸喜                                                | ツンデツンデゲーム タレだけレストラン                          | |
| 11 | 06月15日 | 綾野剛 本田真凜                                      |                                                                     | 藤本麻子 土方隼斗 小林よしみ 五十嵐直也                 | サイズの晩餐 軌道戦隊 ルートマン                               | 藤本、土方、小林、五十嵐の出演情報は番組表に記載なし 藤本はサイズの晩餐のVTRに出演 土方、小林、五十嵐は軌道戦隊 ルートマンのVTRに出演                                   |
| 12 | 06月22日 | 長嶋一茂                                             | 近藤春菜（ハリセンボン）                                            | タイムマシーン3号 長谷川雅紀（錦鯉）                    | 動体球児 ダジャレッスン                                        | タイムマシーン3号、長谷川はダジャレッスンのVTRに出演 タイムマシーン3号はそれぞれ違うVTRに出ている                                                                       |
| 13 | 06月29日 | 菜々緒 大栄翔                                        | 藤森慎吾（オリエンタルラジオ）                                      | 桃田賢斗 アレックス・ラミレス                           | サイズの晩餐 動体球児                                          | 大栄翔はサイズの晩餐の第4問のサイズボーイから出演 |
| 14 | 07月06日 | 當真あみ 原菜乃華 上白石萌音 岩田剛典櫻井翔 比嘉愛未 | 高橋茂雄（サバンナ） 藤森慎吾（オリエンタルラジオ）                 | 萱和磨 こっちのけんと                                   | サイズの晩餐 マツケンナンバー                                  | 新ドラマ出演者大集合SPとして、過去最多のゲストが登場! 當真、原、上白石、岩田はサイズの晩餐のみの出演で進行役は高橋 櫻井、比嘉はマツケンナンバーのみの出演で進行役は藤森 |
| 15 | 07月13日 | 小泉孝太郎                                           | 森本慎太郎（SixTONES）                                              | 水谷隼                                                  | サイズの晩餐 動体球児                                          | 森本は動体球児の進行 |
| 16 | 07月27日 | 堤真一                                               | 田中樹（SixTONES）                                                  | 江村美咲 土方隼斗 中島瑞葵 武富治樹                     | サイズの晩餐 軌道戦隊 ルートマン                               | 江村、土方、中島、武富の出演情報は番組表に記載なし 江村はサイズの晩餐のVTRに出演 土方、中島、武富は軌道戦隊 ルートマンのVTRに出演で進行は田中                           |
| 17 | 08月03日 | 菅野美穂                                             | 藤森慎吾（オリエンタルラジオ）                                      | タイムマシーン3号 とにかく明るい安村 長谷川雅紀（錦鯉） | ダジャレッドカーペット 街がい探し～X地方のとある場所について～ | タイムマシーン3号、安村、長谷川はダジャレッドカーペットのVTRに出演 タイムマシーン3号はそれぞれのVTRと2人一緒のVTRがある                                                 |
| 18 | 08月10日 | 中村倫也 清野菜名                                    | 田中樹（SixTONES） 森本慎太郎（SixTONES）                           | そらジロー 倉田瑛茉 内川聖一                            | そらジローチャレンジ クイズ普通の人がやってみた?               | そらジローチャレンジの進行は田中 クイズ普通の人がやってみた?の進行は森本                                                                                                |
| 19 | 08月17日 | 佐藤健 宮﨑優 町田啓太 志尊淳                        | 藤森慎吾（オリエンタルラジオ）                                      | 田臥勇太 ギャル曽根                                     | サイズの晩餐 動体球児                                          | |
| 20 | 08月24日 | 横山裕（SUPER EIGHT） 城島茂                         | 藤森慎吾（オリエンタルラジオ） 石川みなみ（日本テレビアナウンサー） |                                                         | マツケンナンバー 軌道戦隊ルートマン                            | 城島は軌道戦隊ルートマンのみの出演 |

## 主なコーナー
主として、番組内ではご褒美グルメを懸けたゲーム企画が行われる。対決の場合は勝者だけがご褒美グルメゲット、個人戦や協力の場合は、結果に応じてご褒美グルメのサイズやトッピングなどのグレードが変化する。
サイズの晩餐
「プリングルスの筒に金属バット」や「真実の口にペヤングソース焼きそば超大盛」など身の回りの物が指定された空間に入るのか入らないのかを見極める。正解数に応じてご褒美グルメのグレードが変化。
タレだけレストラン
髙地・京本・松村・森本の4人がゲストの大好物に合うオリジナルのタレを作る。当初は個人戦だったが、5月4日放送分から2対2のチーム戦になった。それぞれのタレを料理とともに試食し、ゲストが勝者を決める。勝利チームには「Tバッジ」が贈られ、5つ獲得でご褒美が獲得できる。進行役は田中とジェシー。
ツンデツンデゲーム
音楽に合わせて物を積み上げる。形式は回によって異なり、2チーム対戦形式で勝ったチームだけがご褒美グルメゲットの場合もあれば、全員が連続でクリアした回数に応じてご褒美グルメのグレードが変わる場合もある。進行役は髙地。
愛すべきヤバいやつテスト
ゲストの人生や知られざる一面をテスト形式で出題。挙手で解答し、最多正解者にはご褒美。
動体球児
メンバー・ゲストはお揃いの野球ユニフォームを着用し、進行役は監督やマネージャーに扮する。
全員で作った円陣の中に落ちてくる物が何かを当て、全員そろって正解できればご褒美グルメゲット。ただし、正解数に応じてご褒美グルメが変化（ラーメンの場合、1問目の正解ではスープのみ、2問目の正解で麺、3問目の正解でトッピングをゲット）。
軌道戦隊 ルートマン
複雑に置かれたビリヤードの球を特定の位置から白球を打って特定の球がどの穴に入るかや難題のボウリングのピンの配置をどの位置から投げるとストライクになるかなど1発で決まる軌道を当てるクイズ。正解発表の時のBGMは新世紀エヴァンゲリオンで綾波レイ(CV:林原めぐみ)がカバーした赤い鳥の翼をくださいを使っている。
そらジローチャレンジ
そらジローが普段関わらないもの(猫型配膳ロボットやPepperなど)と対決するコーナー。
マツケンナンバー
メンバー・ゲストはお揃いの金ピカの着流し衣装とちょんまげ姿になり、マツケンサンバIIにあわせて踊りながら数を数えるクイズに挑戦する脳トレリズムゲーム。正解の数字が付いた衣装を着ている人がマツケンサンバIIの『オレ！』のタイミングで「オレ！」と前に出てくる。

## ネット局
| 放送対象地域   | 放送局                    | 系列                                         | 放送開始日   | 放送日時           | ネット状況 |
| -------------- | ------------------------- | -------------------------------------------- | ------------ | ------------------ | ---------- |
| 関東広域圏     | 日本テレビ（NTV）         | 日本テレビ系列                               | 2025年4月6日 | 日曜 21:00 - 21:54 | 制作局     |
| 北海道         | 札幌テレビ（STV）         | 日本テレビ系列                               | 2025年4月6日 | 日曜 21:00 - 21:54 | 同時ネット |
| 青森県         | 青森放送（RAB）           | 日本テレビ系列                               | 2025年4月6日 | 日曜 21:00 - 21:54 | 同時ネット |
| 岩手県         | テレビ岩手（TVI）         | 日本テレビ系列                               | 2025年4月6日 | 日曜 21:00 - 21:54 | 同時ネット |
| 宮城県         | ミヤギテレビ（MMT）       | 日本テレビ系列                               | 2025年4月6日 | 日曜 21:00 - 21:54 | 同時ネット |
| 秋田県         | 秋田放送（ABS）           | 日本テレビ系列                               | 2025年4月6日 | 日曜 21:00 - 21:54 | 同時ネット |
| 山形県         | 山形放送（YBC）           | 日本テレビ系列                               | 2025年4月6日 | 日曜 21:00 - 21:54 | 同時ネット |
| 福島県         | 福島中央テレビ（FCT）     | 日本テレビ系列                               | 2025年4月6日 | 日曜 21:00 - 21:54 | 同時ネット |
| 山梨県         | 山梨放送（YBS）           | 日本テレビ系列                               | 2025年4月6日 | 日曜 21:00 - 21:54 | 同時ネット |
| 新潟県         | テレビ新潟（TeNY）        | 日本テレビ系列                               | 2025年4月6日 | 日曜 21:00 - 21:54 | 同時ネット |
| 長野県         | テレビ信州（TSB）         | 日本テレビ系列                               | 2025年4月6日 | 日曜 21:00 - 21:54 | 同時ネット |
| 静岡県         | 静岡第一テレビ（SDT）     | 日本テレビ系列                               | 2025年4月6日 | 日曜 21:00 - 21:54 | 同時ネット |
| 富山県         | 北日本放送（KNB）         | 日本テレビ系列                               | 2025年4月6日 | 日曜 21:00 - 21:54 | 同時ネット |
| 石川県         | テレビ金沢（KTK）         | 日本テレビ系列                               | 2025年4月6日 | 日曜 21:00 - 21:54 | 同時ネット |
| 福井県         | 福井放送（FBC）           | 日本テレビ系列                               | 2025年4月6日 | 日曜 21:00 - 21:54 | 同時ネット |
| 中京広域圏     | 中京テレビ（CTV）         | 日本テレビ系列                               | 2025年4月6日 | 日曜 21:00 - 21:54 | 同時ネット |
| 近畿広域圏     | 読売テレビ（ytv）         | 日本テレビ系列                               | 2025年4月6日 | 日曜 21:00 - 21:54 | 同時ネット |
| 鳥取県・島根県 | 日本海テレビ（NKT）       | 日本テレビ系列                               | 2025年4月6日 | 日曜 21:00 - 21:54 | 同時ネット |
| 広島県         | 広島テレビ（HTV）         | 日本テレビ系列                               | 2025年4月6日 | 日曜 21:00 - 21:54 | 同時ネット |
| 山口県         | 山口放送（KRY）           | 日本テレビ系列                               | 2025年4月6日 | 日曜 21:00 - 21:54 | 同時ネット |
| 徳島県         | 四国放送（JRT）           | 日本テレビ系列                               | 2025年4月6日 | 日曜 21:00 - 21:54 | 同時ネット |
| 香川県・岡山県 | 西日本放送（RNC）         | 日本テレビ系列                               | 2025年4月6日 | 日曜 21:00 - 21:54 | 同時ネット |
| 愛媛県         | 南海放送（RNB）           | 日本テレビ系列                               | 2025年4月6日 | 日曜 21:00 - 21:54 | 同時ネット |
| 高知県         | 高知放送（RKC）           | 日本テレビ系列                               | 2025年4月6日 | 日曜 21:00 - 21:54 | 同時ネット |
| 福岡県         | 福岡放送（FBS）           | 日本テレビ系列                               | 2025年4月6日 | 日曜 21:00 - 21:54 | 同時ネット |
| 長崎県         | 長崎国際テレビ（NIB）     | 日本テレビ系列                               | 2025年4月6日 | 日曜 21:00 - 21:54 | 同時ネット |
| 熊本県         | くまもと県民テレビ（KKT） | 日本テレビ系列                               | 2025年4月6日 | 日曜 21:00 - 21:54 | 同時ネット |
| 鹿児島県       | 鹿児島読売テレビ（KYT）   | 日本テレビ系列                               | 2025年4月6日 | 日曜 21:00 - 21:54 | 同時ネット |
| 大分県         | テレビ大分（TOS）         | 日本テレビ系列 フジテレビ系列                | 2025年4月6日 | 日曜 21:00 - 21:54 | 同時ネット |
| 宮崎県         | テレビ宮崎（UMK）         | フジテレビ系列 日本テレビ系列 テレビ朝日系列 | 2025年4月6日 | 日曜 21:00 - 21:54 | 同時ネット |